# FallenHall
FallenHall fue una banda española de power metal épico que incorporaba elementos del metal sinfónico, viking metal y folk metal. Surgió a mediados del año 2010 en Gran Canaria (Islas Canarias) cuando Jakob Ramírez (guitarrista de Lord Bairon, Aquilonia y anteriormente de Windhunter) decide reunir a músicos para crear un nuevo proyecto musical más acorde a sus gustos musicales. No fue hasta 2011 cuando empezaron a rodar sobre los escenarios locales (obteniendo buena acogida por parte del público) y tras sufrir numerosos cambios en la formación graban de forma totalmente autoproducida su primer disco en 2013, dicho disco lleva por título "Insula Invicta" y contiene un total de seis pistas (cuatro de ellas cantadas en castellano y las dos restantes en Inglés). Tras ver la luz en el mes de mayo de 2013, ha obtenido críticas favorables tanto en territorio nacional como latinoamericano en menor medida.
En septiembre de 2014, el grupo anuncia una pausa indefinida del proyecto debido a las bajas de varios de sus componentes, que por diversos motivos personales decidieron dejar de formar parte de él.

### Exmiembros
- Sandro Sánchez - Guitarra (2010-2012)
- Gabriel Caballero - Teclados (2010-2012)
- Abigail - Voz femenina (2010-2012)
- Jorge Alfonso - Teclados (2012)
- Abel "Biluxo" Artiles - Bajo (2010-2013)
- Juan Monzón - Voz principal (2010-2014)
- Mari Carmen Ortiz - Voz femenina (2010-2014)
- Rhay Shuaben - Guitarra (2013-2014)
- Nicolás Navas - Bajo (2013-2014)
- Alex Santana - Batería (2010-2014)
- Jakob Ramírez - Guitarra (2010- 2014)

## Discografía

### Insula Invicta (2013)
1. Asedio + Insula Invicta
2. Milites Templi
3. Sobre Espadas y Estandartes
4. Jericó
5. Sacrifice
6. Under The Shadow of The Black Sun

## Videoclips
- Under The Shadow of The Black Sun